# Вулиця Капітана Пилипенка (Черкаси)
Ву́лиця Капіта́на Пилипе́нка — вулиця в Черкасах.

## Розташування
Починається від вулиці Максима Залізняка і простягається на південний схід до вулиці Пастерівської.

## Опис
Вулиця неширока, асфальтована.

## Походження назви
Вулиця утворена в 1983 році і названа на честь капітана Пилипенка, Героя Радянського союзу.

## Будівлі
Вулиця цілком забудована багатоповерхівками. Під № 4 знаходиться дитячий притулок, під № 5 міська санепідемстанція.